# 앤 롬니
앤 롬니(Ann Romney, 1949년 4월 16일 ~ )는 미국의 사업가 겸 정치인 밋 롬니의 아내이다. 남편 밋 롬니가 매사추세츠주에서 주지사로 재임하면서, 2003년에서 2007년까지 주지사 부인 직을 수행했다.